# Sewer Rats
Die Sewer Rats sind eine deutsche Punkrock-Band, die von Chris Gin und Puck Lensing 2005 in Köln gegründet wurde. Die Vorgängerband war die Punkrockband „Subway Sewer Rats“.

## Geschichte
Die Band besteht aus dem Sänger und Gitarristen Chris Gin, dem Bassisten Schorni Walker und dem Schlagzeuger Danny Dillinger.
Die Band war mit der Düsseldorfer Oi- und Deutschrock-Band Broilers, der Berliner Psychobilly-Band Mad Sin, der schwedischen Punk-’n’-Roll-Band The Bones und den Peacocks auf Tour. International tourte die Band in Polen, Österreich, Belgien, in der Schweiz, in Tschechien, Spanien, Frankreich, Großbritannien, Italien, China, Japan und den USA.

## Diskografie
7"
- 2005: Split-EP mit The Peacocks (Red Five Records)
- 2014: Rocket to Usher (Kannentime Records)

12"
- 2009: Rat Attack (Wolverine Records)
- 2010: Drunken Calling (Mad Drunken Monkey Records)
- 2011: Wild at Heart (Rookie Records)
- 2017: Heartbreaks and Milkshakes (Rookie Records)

CD
- 2006: Johnny (EP, Red Five Records)
- 2008: Rat Attack (Bitzcore Records)
- 2010: Drunken Calling (Mad Drunken Monkey Records)
- 2011: Wild at Heart (Rookie Records)
- 2017: Heartbreaks and Milkshakes (Rookie Records)